# Уразалін Нугумар Кольдибайович
Нугумар Кольдибайович Уразалін (1908, аул № 12 Томської губернії, тепер Уланського району Східноказахстанської області, Казахстан — 2 лютого 1947, тепер Казахстан) — радянський казахський діяч, секретар ЦК КП(б) Казахстану із промисловості.

## Життєпис
Трудову діяльність розпочав у 1922 році робітником Ріддерського комбінату. Член ВКП(б).
У 1929 році закінчив Ріддерську школу радянського та партійного будівництва.
У 1929—1930 роках — відповідальний секретар Курчумського районного комітету ВЛКСМ Семипалатинського округу.
У 1930 році — слухач піврічних Курсів партійних працівників.
У 1930—1931 роках — завідувач організаційного відділу Уланського районного комітету ВКП(б) Казакської АРСР.
У 1931—1933 роках — інструктор Семипалатинського районного комітету ВКП(б) Казакської АРСР.
У 1933—1935 роках — начальник політичного відділу машинно-тракторної станції.
У 1935—1936 роках — секретар Зерендинського районного комітету ВКП(б) Карагандинської області.
У 1936—1937 роках — інструктор Північно-Казахстанського обласного комітету ВКП(б).
У 1937—1938 роках — слухач Казахського інституту марксизму-ленінізму.
У 1938—1939 роках — секретар Жарминського районного комітету КП(б) Казахстану Східно-Казахстанської області.
У 1939—1940 роках — заступник завідувача відділу Семипалатинського обласного комітету КП(б) Казахстану.
У 1940—1941 роках — заступник прокурора Казахської РСР із кадрів.
26 червня 1941 — 24 січня 1942 року — секретар ЦК КП(б) Казахстану із промисловості.
З грудня 1941 по 1945 рік — у Червоній армії, учасник німецько-радянської війни. У 1941—1942 роках — секретар партійної комісії 101-ї окремої стрілецької бригади 10-го стрілецького корпусу РСЧА. У 1942—1944 роках — начальник політичного відділу 101-ї окремої стрілецької бригади 10-го стрілецького корпусу 39-ї і 4-ї армії. У 1944—1945 роках — заступник начальника політичного відділу 10-го стрілецького корпусу.
У 1946 році — заступник секретаря Східно-Казахстанського обласного комітету КП(б) Казахстану із тваринництва — завідувач відділу тваринництва Східно-Казахстанського обласного комітету КП(б) Казахстану.
У 1946 — 2 лютого 1947 року — 2-й секретар Большенаримського районного комітету КП(б) Казахстану Східно-Казахстанської області.
Помер 2 лютого 1947 року в Казахській РСР.

## Звання
- підполковник

## Нагороди
- орден Вітчизняної війни І ст.
- медалі